# الغزو السفياتوسلافي لبلغاريا
يشير غزو سفياتوسلاف لبلغاريا إلى نشوب الصراع الذي بدأ في عام 967 أو 968 وانتهى في عام 971، ونُفِّذ في شرق البلقان، واشتمل على روس الكييفية وبلغاريا والإمبراطورية البيزنطية. شجع البيزنطيون الأمير الكييفي سفياتوسلاف على مهاجمة بلغاريا، ما أدى إلى هزيمة القوات البلغارية واحتلال الجزء الشمالي والشمال الشرقي من البلاد من قبل روس الكييفية للعامين التاليين. انقلب الحلفاء ضد بعضهم البعض، وانتهت المواجهة العسكرية التي تلت ذلك بانتصار بيزنطي. انسحبت قوات روس وضُمَّت بلغاريا الشرقية إلى الإمبراطورية البيزنطية.
في عام 927، وُقِّعَت معاهدة سلام بين بلغاريا وبيزنطة، منهية سنوات عديدة من الحرب ومعلنة بداية فترة أربعين عامًا من السلام. ازدهرت كلتا الدولتين خلال هذه الفترة، لكن ميزان القوى تحول تدريجيًا لصالح البيزنطيين الذين حققوا مكاسب إقليمية كبيرة ضد الخلافة العباسية في الشرق وشكلوا شبكة من التحالفات المحيطة ببلغاريا. بحلول عام 965 أو 966، رفض الإمبراطور البيزنطي الجديد نيقفوروس الثاني فوكاس تجديد الجزية السنوية التي كانت جزءًا من اتفاقية السلام، وأعلن الحرب على بلغاريا. بسبب انشغاله بحملاته في الشرق، قرر نيقفوروس خوض الحرب بالإنابة، ودعا حاكم روس الكييفية سفياتوسلاف لغزو بلغاريا.
تجاوزت حملة سفياتوسلاف اللاحقة توقعات البيزنطيين إلى حد كبير، الذين كانوا يعتبرونها فقط وسيلة لممارسة الضغط الدبلوماسي على البلغاريين. احتل الأمير الكييفي المناطق الجوهرية للدولة البلغارية في شمال شرق البلقان في 967 - 969، واحتجز القيصر البلغاري بوريس الثاني وحكم البلاد فعليًا من خلاله. كان سفياتوسلاف ينوي مواصلة مسيرته جنوبًا ضد بيزنطة نفسها، والتي ترقبت بدورها تأسيس دولة جديدة قوية تجمع روس وبلغاريا في البلقان بقلق كبير. بعد وقف تقدم روس عبر تراقيا في معركة أركاديوبوليس عام 970، قاد الإمبراطور البيزنطي يوحنا الأول زيمسكي جيشًا شمالًا إلى بلغاريا في عام 971، واستولى على بريسلاف العاصمة. بعد حصار دام ثلاثة أشهر لقلعة دوروستولون، وافق سفياتوسلاف على الاتفاق مع البيزنطيين وانسحب من بلغاريا. ضم زيمسكي شرق بلغاريا إلى الإمبراطورية البيزنطية بشكل رسمي، ومع ذلك، فإن معظم البلاد في وسط وغرب البلقان ظلت فعالة خارج نطاق السيطرة الإمبراطورية. كان هذا من شأنه أن يؤدي إلى إحياء الدولة البلغارية في هذه المناطق في ظل سلالة الكوميتوبولي.

## خلفية
بحلول بداية القرن العاشر، كانت قوتان قد هيمنتا على البلقان: كانت الإمبراطورية البيزنطية تسيطر على جنوب شبه الجزيرة والسواحل، في حين كانت الإمبراطورية البلغارية تسيطر على البلقان الوسطى والشمالية. هيمن الملك سيميون الأول (حكم من 893 إلى 927) خلال العقود الأولى من القرن، وتمكن من توسيع إمبراطوريته على حساب بيزنطة في سلسلة من الحروب، وحصل لنفسه على اعتراف بلقبه الإمبراطوري. سرعان ما تبع موت سيميون الأول في مايو 927 تقارب بين القوتين، أُضفي عليه طابع رسمي من خلال معاهدة وتحالف زواج في وقت لاحق من نفس العام. تزوج الابن الثاني لسيميون وخليفته بيتر الأول (من 927 إلى 969) من ماريا، حفيدة الإمبراطور البيزنطي رومانوس الأول ليكابينوس (من 920 إلى 944)، واعتُرِفَ بلقبه الإمبراطوري. كان هنالك اتفاق على دفع جزية سنوي (أطلق عليه البيزنطيون إعانة لرعاية ماريا، لحفظ ماء الوجه) إلى الحاكم البلغاري مقابل الحفاظ على السلام.
ظلت الاتفاقية سارية لمدة أربعين عامًا تقريبًا حيث كانت العلاقات السلمية مناسبة للجانبين. استمرت بلغاريا في كونها مُهَدَّدَة في المناطق الشمالية من قبل شعوب السهوب من المجريين والبجانكة، ذلك على الرغم من الحاجز الذي شكله نهر الدانوب. شنت تلك الشعوب غارات في جميع أنحاء بلغاريا، ووصلوا في بعض الأحيان إلى الأراضي البيزنطية أيضًا. على الرغم من ذلك، كان السلام البيزنطي والبلغاري يعني مخاطر أقل من الشمال، حيث كانت العديد من غارات البجانكة برعاية من البيزنطيين. كان عهد بيتر، رغم افتقاره إلى العظمة العسكرية لعهد سيميون، بمثابة «عصر ذهبي» بالنسبة لبلغاريا، مع اقتصاد مزدهر ومجتمع حضري عامر.
استخدمت بيزنطة فترة السلام تلك لتركيز طاقتها على الحروب ضد الخلافة العباسية في الشرق، حيث قامت سلسلة من الحملات تحت قيادة الجنرالات جون كوركواس ونيقفوروس الثاني فوكاس لتوسيع الأراضي الإمبراطورية. في الوقت نفسه، خلقت الإصلاحات العسكرية جيشًا أكثر فاعلية وبتركيز أكبر على الهجوم. لم يهمل البيزنطيون البلقان، حيث عملوا بثبات لتحسين اتصالاتهم مع شعوب وسط وشرق أوروبا، ما أدى إلى تغيير ميزان القوى في شبه الجزيرة. حافظت قاعدتهم القرمية في خيرسون على التجارة مع البجناك، وحافظت على القوة الناشئة لروس الكييفية. قاد المبشرون البيزنطيون المسيحية وسط المجريين، وشرع الأمراء السلاف في غرب البلقان في الاعتراف مرة أخرى بسلطة الإمبراطورية، خاصة بعد أن أنهى ساسلاف كلونيمينوفيتش السيطرة البلغارية على صربيا. كانت هذه العلاقات على هامش الإمبراطورية البلغارية مصدرًا مهمًا للدبلوماسية البيزنطية: كان التحريض على الهجمات التي شنها البجناك والخزر على بلغاريا إحدى الطرق الشائعة على مر التاريخ في ممارسة الضغط على البلغاريين.
بعد الموت المفاجئ للإمبراطور رومانوس الثاني في عام 963، اغتصب نيقفوروس فوكاس العرش واستولى عليه من أبناء رومانوس الرضع وأصبح إمبراطورًا كبيرًا باسم نيقفوروس الثاني (حكم في الفترة بين 963 – 969). ركز نيقيفوروس، وهو عضو بارز في الطبقة الأرستقراطية العسكرية في الأناضول، في الغالب على الشرق، حيث قاد جيشه شخصيًا في حملات استعادت قبرص وقيليقية. هكذا توقفت الأمور عندما زارت سفارة بلغارية نيقفوروس في أواخر عام 965 أو أوائل عام 966 من أجل جمع الجزية السنوية. رفض نيقفوروس، الذي عززت نجاحاته الأخيرة من ثقته، أن يدفع الجزية، واعتبر مطلب الحاكم البلغاري وقحًا، مدعيًا أنه بعد وفاة الإمبراطورة ماريا مؤخرًا (963 تقريبًا)، أُلغيت كل هذه الالتزامات. تعرض المبعوثون للضرب وأرسلوهم إلى الديار مع تهديدات وإهانات. بعد ذلك تابع نيقفوروس مسيرته مع قواته إلى تراقيا، حيث نظم عرضًا استعراضيًا ليظهر قوته العسكرية، ونهب بعض حصون الحدود البلغارية. كان قرار نيقفوروس لإحداث قطع للعلاقات مع بلغاريا أيضًا بمثابة رد على المعاهدة الأخيرة التي وقعها بيتر الأول مع المجريين. نصت المعاهدة على السماح للمجريين بالمرور عبر البلاد وشن غارات على بيزنطة في مقابل وقف غاراتهم في بلغاريا.
حرصًا على تجنب الحرب، أرسل القيصر بيتر ولديه، بوريس ورومان، كرهينتين للقسطنطينية. أخفقت هذه الخطوة في إرضاء نيقفوروس، لكنه لم يكن قادرًا أو راغبًا في القيام بحملة ضد بلغاريا، ذلك نظرًا لانخراط قواته في الشرق، وعلاوة على ذلك، واستنادًا إلى التجربة البيزنطية السابقة، كان نيقفوروس مترددًا في تمويل حملة استكشافية إلى التضاريس الجبلية والغابات الكثيفة لبلغاريا. نتيجة لذلك، لجأ إلى الأسلوب البيزنطي القديم المناسب المتمثل في دعوة قبيلة من أوروبا الشرقية لمهاجمة بلغاريا. في أواخر عام 966 أو أوائل عام 967، بُعِثَ البطريقي كالوكيروس، وهو مواطن من خيرسون، كسفير لنيقفوروس إلى سفياتوسلاف، حاكم روس. حافظ البيزنطيون منذ فترة طويلة على علاقات وثيقة مع أهل روس، والذين كانوا ملزمين معهم بمعاهدة. مع وعود بمكافآت ثمينة، ووفقًا لما قاله ليو الشماس، دفع مبلغ 1500 رطلًا من الذهب، حُفِّزَ حاكم روس على مهاجمة بلغاريا من الشمال. إن دعوة نيقفوروس لسفياتوسلاف من أجل الحصول على المساعدة لم يكن أمرًا معتادًا، نظرًا لأن البجناك عادة ما كانوا يُستخدمون لمثل هذه المهام. اقترح المؤرخ إيريك توماس ستوكس، الذي بحث في الأسئلة المحيطة بخلفية الحملة البلغارية لسفياتوسلاف وتسلسلها الزمني، أن هذه الخطوة كان لها دافع ثانٍ تمثل في تحويل انتباه سفياتوسلاف، الذي دمر مؤخرًا خانات الخزر، بعيدًا عن القاعدة البيزنطية في خيرسون.
وافق سفياتوسلاف بحماس على الاقتراح البيزنطي. في أغسطس 967 أو 968، عبرت روس نهر الدانوب إلى الأراضي البلغارية، وهزمت جيشًا بلغاريًا قوامه 30000 رجل في معركة سيليسترا، واحتلت معظم دبروجة. وفقًا للمؤرخ البلغاري فاسيل زلاتارسكي، استولى سفياتوسلاف على 80 بلدة في شمال شرق بلغاريا. لقد تعرضوا للنهب والتدمير ولكن لم يُحتَّلوا بشكل دائم. عانى القيصر بيتر الأول من نوبة صرعية عندما تلقى أنباء عن الهزيمة. أمضت قوات روس الشتاء في برياسالفيتس، في حين تراجع البلغاريون إلى قلعة دوروستولون (سيليسترا). في العام التالي، غادر سفياتوسلاف مع جزء من جيشه للتصدي لهجوم البجانكة على عاصمته في كييف (حرض عليه إما البيزنطيون، أو البلغاريون حسب البرايمري كرونيكل الروسية). في الوقت نفسه، بعث القيصر بيتر بسفارة جديدة إلى بيزنطة، وهي زيارة سجلها ليوتبراند الكريموني. على خلاف استقبالهم السابق، هذه المرة عومل المبعوثون البلغاريون بشرف كبير. ومع ذلك، طالب نيقفوروس، واثقًا من موقعه، بشروط قاسية: كان على القيصر بيتر أن يستقيل ويحل محله بوريس، وكان على الإمبراطوران الشابان، باسيل وقسطنطين، أن يتزوجا من الأميرات البلغاريات، بنات بوريس.
تقاعد بيتر ليمضي عامه الأخير بأحد الأديرة، حيث توفي في عام 969، في حين أُطلِق سراح بوريس من الحجز البيزنطي واعترف بأنه القيصر بوريس الثاني. بدا حينذاك أن خطة نيقفوروس قد نجحت، ومع ذلك، الإقامة القصيرة لسفياتوسلاف في الجنوب أيقظت فيه الرغبة في غزو هذه الأراضي الخصبة والغنية. وبهذه الغاية، بدا أن المبعوث البيزنطي السابق، كالوكيروس، قد شجعه على هذه الخطوة، طامعًا في التاج الإمبراطوري لنفسه. وهكذا، بعد هزيمة البجانكة، أقام سفياتوسلاف نيابات ملكية لحكم روس في غيابه، وتحولت مسيرته صوب الجنوب من جديد.
في صيف عام 969، عاد سفياتوسلاف بقوة إلى بلغاريا، وكان برفقة الوحدات المتحالفة من البجانكة والمجريين. في فترة غيابه، استعاد بوريس الثاني برياسالفيتس، حيث قاتل المدافعون البلغاريون بشراسة في معركة حاسمة، ولكن سفياتوسلاف تمكن من اقتحام المدينة. بعد ذلك استسلم بوريس ورومان، وسيطرت قوات روس بسرعة على شرق بلغاريا وشمالها، ووضعت الحاميات في دوروستولون وفي العاصمة البلغارية بريسلاف. استمر بوريس في الإقامة وممارسة السلطة الاسمية بصفته تابع سفياتوسلاف. كان بوريس في واقع الأمر أكثر بقليل من مجرد حاكم صوري، حيث احتُفِظ به من أجل تقليل الاستياء البلغاري من وجود روس في الدولة. يبدو أن سفياتوسلاف نجح في تعبئة الدعم البلغاري، حيث انضم الجنود البلغاريون إلى جيشه بأعداد كبيرة، مُحَفَّزين جزئيًا بالغنائم، ولكن أيضًا منجذبين لمخططات سفياتوسلاف المناهضة للبيزنطيين، وربما أيضًا مرتاحين بسبب التراث السلافي المشترك. كان حاكم روس نفسه حريصًا على عدم تنفير رعاياه الجدد: حيث منع جيشه من نهب الريف أو نهب المدن التي استسلمت بسلام.
وهكذا كان لخطة نيقفوروس نتائج عكسية: فبدلًا من الحصول على بلغاريا ضعيفة، تكونت دولة جديدة مستعدة للحرب على الحدود الشمالية للإمبراطورية، وأظهر سفياتوسلاف كل نية لمواصلة تقدمه جنوبًا إلى بيزنطة. حاول الإمبراطور حمل البلغاريين على استئناف الحرب ضد الروس، لكنه لم يجد أي استجابة لعروضه. بعد ذلك، في 11 ديسمبر 969، قُتل نيقفوروس في انقلاب داخل قصره وخلفه يوحنا الأول زيمسكي (حكم 969 – 976)، الذي سقطت عليه مهمة التعامل مع الوضع في البلقان. أرسل الإمبراطور الجديد مبعوثين إلى سفياتوسلاف، مقترحًا إجراء مفاوضات. طالب حاكم روس مبلغًا هائلًا قبل أن ينسحب، مصرًا على أن تتخلى الإمبراطورية عن أراضيها الأوروبية إليه وأن تنسحب إلى آسيا الصغرى. في الوقت الحالي، كان زيمسكي منشغلًا بتوحيد موقفه ومواجهة اضطرابات عشيرة الفوقاس القوية وأتباعها في آسيا الصغرى. ولذلك فقد عهد الحرب في البلقان إلى شقيق زوجته، الدمستق بارداس سكليروس، وإلى القائد العسكري المخصي بيتر.
في أوائل عام 970، عبر جيش روس مع وحدات كبيرة من البلغاريين، والبجانكة، والمجريين، جبال البلقان، وتوجهوا إلى الجنوب. اقتحمت قوات روس مدينة فيليبوبوليس (الآن بلوفديف)، ووفقًا لما قاله ليو الشماس، فقد قاموا بقتل 20 ألفًا من سكانها الباقين على قيد الحياة بالخازوق. اعترض سكليروس مع جيش من 10000 - 12000 رجل مسيرة قوات روس بالقرب من أركاديوبوليس (لوليبورغز الآن) في أوائل ربيع عام 970. استخدم الجنرال البيزنطي الذي كان جيش العدو يفوق جيشه عددًا بقدر كبير، وسيلة التراجع الزائف لاجتذاب وحدات البجانكة بعيدًا عن الجيش الرئيسي ونحو كمين أُعِدّ مسبقًا. أصيب جيش روس الرئيسي بالذعر وشرع في الفرار، حيث تعرض لخسائر فادحة على يد البيزنطيين. انسحب جيش روس إلى الشمال من سلسلة جبال البلقان، ما أعطى زيمسكي الوقت للتعامل مع الاضطرابات الداخلية وتجميع قواته.